# ورزشگاه مرکزی آلماتی
ورزشگاه مرکزی آلماتی (به قزاقی: Алматы орталық стадионы) ورزشگاهی چندمنظوره در آلماتی، قزاقستان است که میزبان بازی‌های خانگی باشگاه فوتبال قایرات و همچنین تیم ملی فوتبال قزاقستان می‌باشد.